# براشيم
بَراشِيم إحدى قرى مركز أشمون التابع لمحافظة المنوفية بجمهورية مصر العربية. 

## تاريخ القرية
ذكر محمد رمزي في كتابه القاموس الجغرافي للبلاد المصرية أن براشيم من القرى القديمة، واسمها الأصلي «برشوب» التي ذكرها ابن الجيعان في كتابه «التحفة السنية بأسماء البلاد المصرية»، أنها من الأعمال المنوفية، وأن مساحتها 523 فدان. وذكر مرتضى الزبيدي المتوفي سنة 1205هـ/1790م في كتابه تاج العروس باسم «بُرَيْشيم»، وقال أنها  قرية صغيرة زارها بالمنوفية. كما ذكرها ياقوت الحموي في كتابه «المشترك وضعاً من أسماء البلدان والمختلف صقعاً من الأقاليم»، ووردت أيضًا في «قوانين ابن مماتي» وفي «تحفة الإرشاد».
وقد حُرّف اسمها من «برشوب» إلى «براشيم»، فوردت في دليل سنة 1224هـ/1809م تحت اسم «برشوب» وتعرف باسم «براشيم»، وفي تأريخ سنة 1228هـ/1813م وردت باسمها الحالي.

## السكان
بلغ عدد سكان براشيم 2,777 نسمة، حسب الإحصاء الرسمي لعام 2006.